# إسطبل

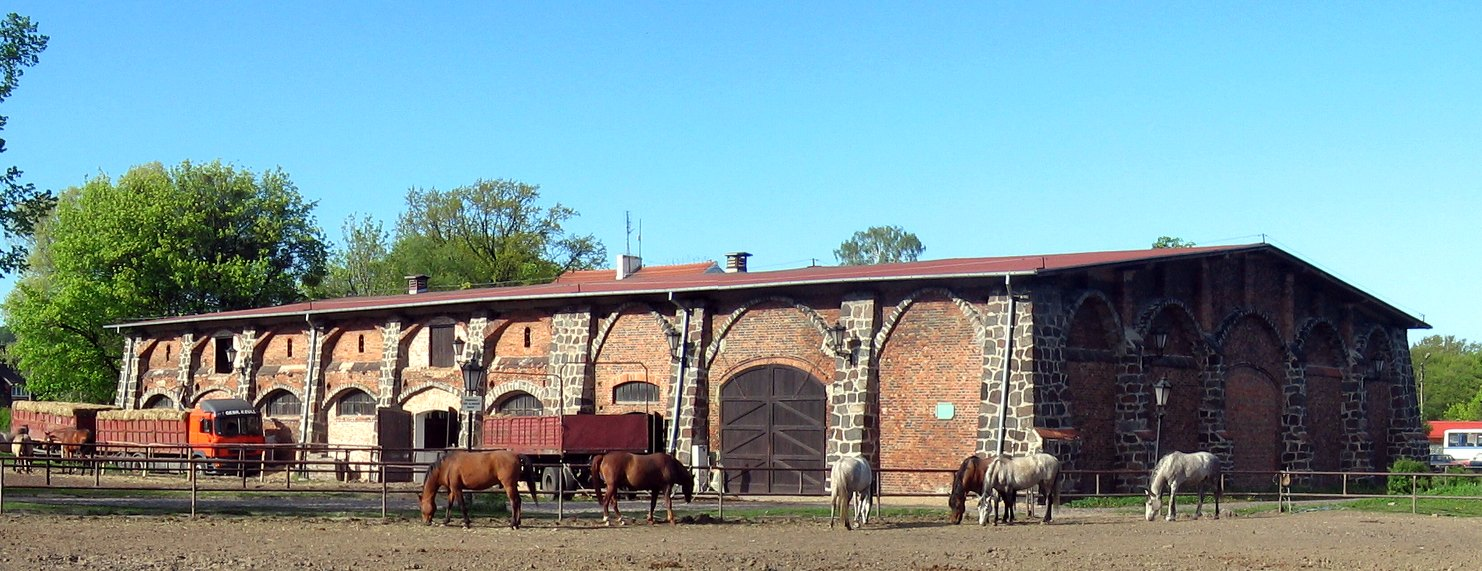

الإسطبل أو الإصطبل (من اللاتينية Stabulum)، وبالعربية طوالة الخيل، أو الأخور أو الآخور أو الياخور مبنى مخصص للجياد أو الماشية على وجه العموم، ومن الناحية التاريخية كان اسم مقر وحدة سلاح الفرسان.

## التأثيل

### أخور وآخور وياخور
هذه الكلمات مشتقة من الكلمة الفارسية «آخور» وتعني مأوى الدواب.

### إسطبل وإصطبل
هذه الكلمات مشتقة من اللاتينية (Stabulum) وتعني مأوى الخيل والدواب.

## معرض صور

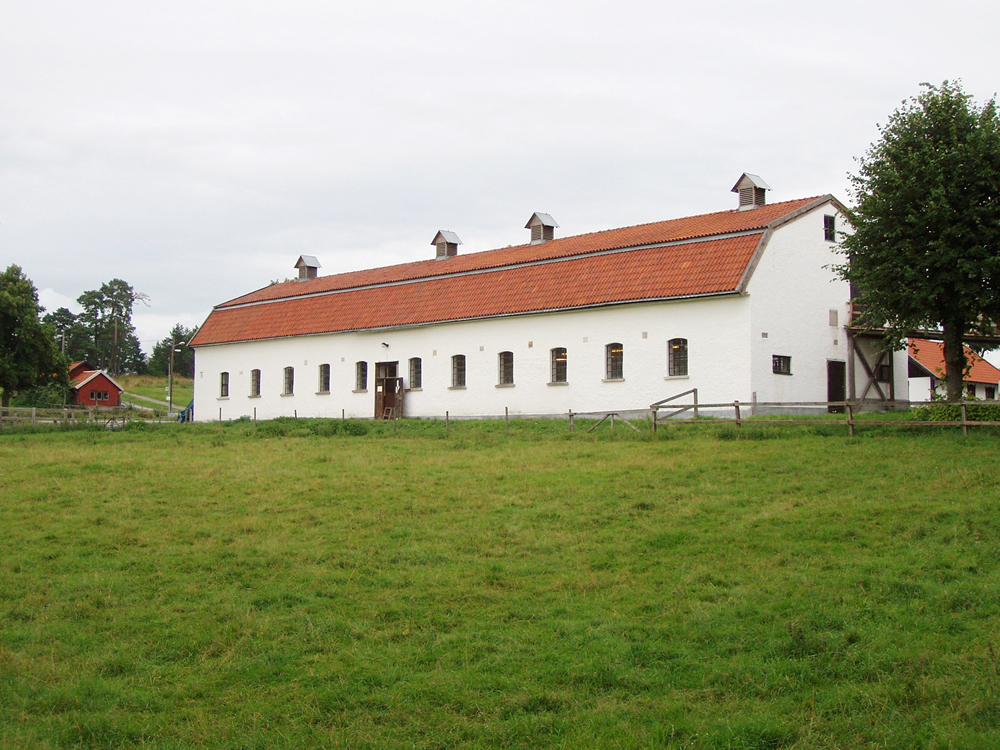
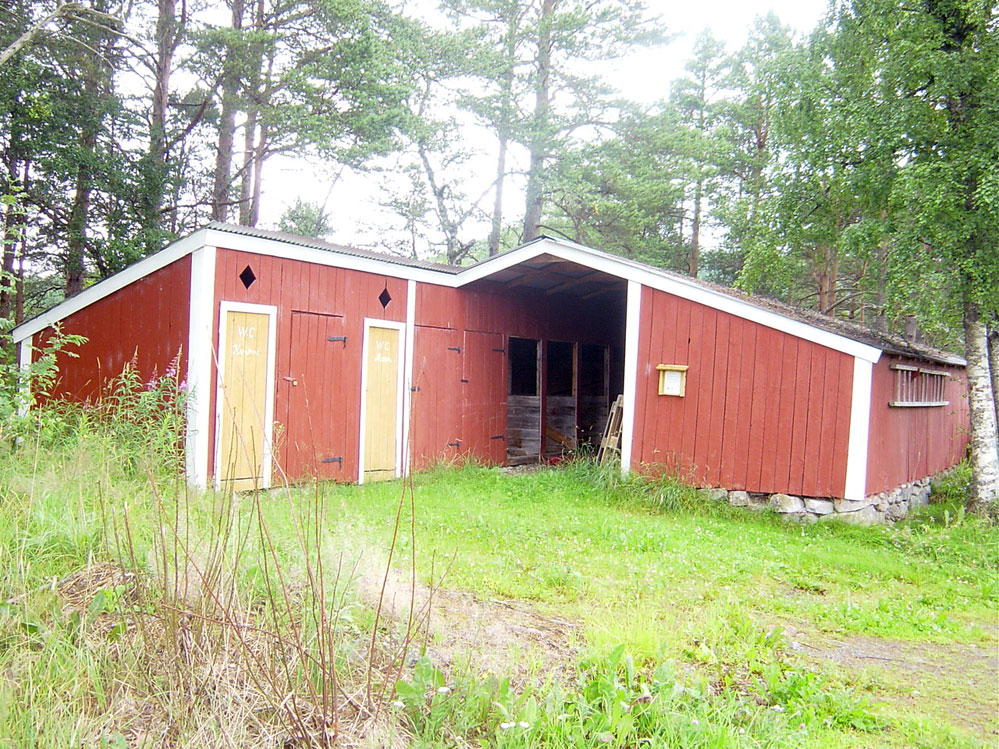
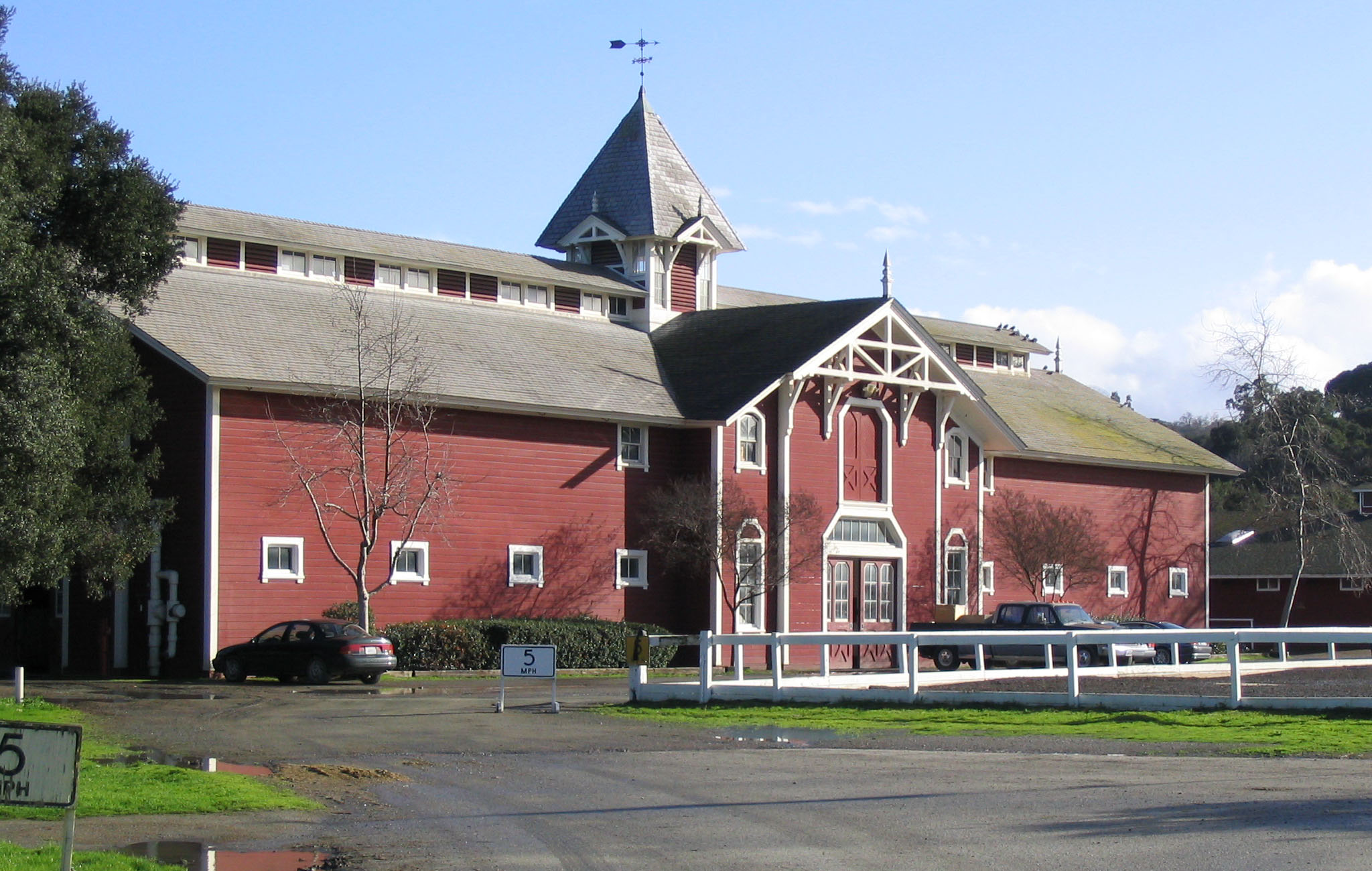
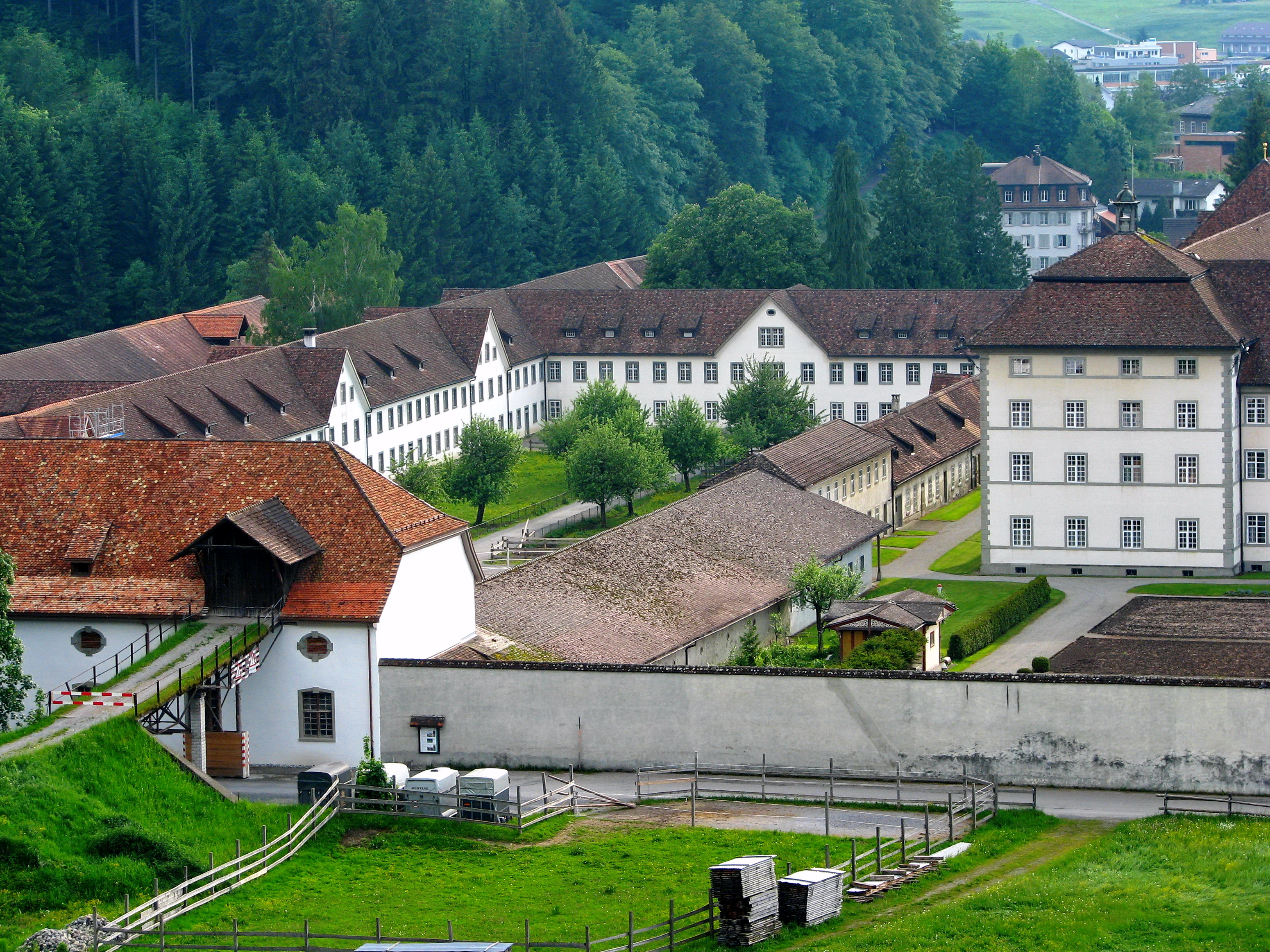
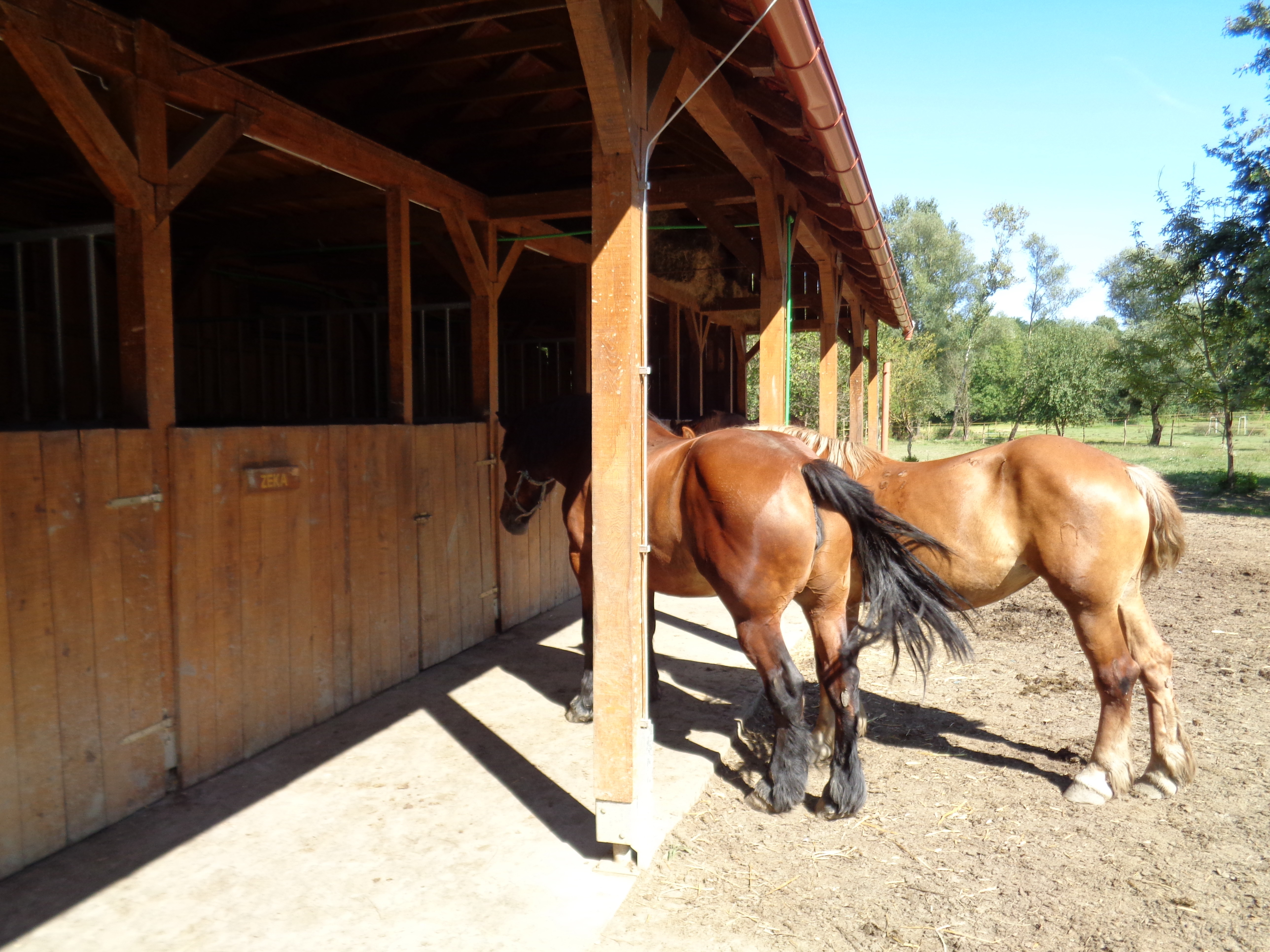